# Peggy Lee (Sängerin)

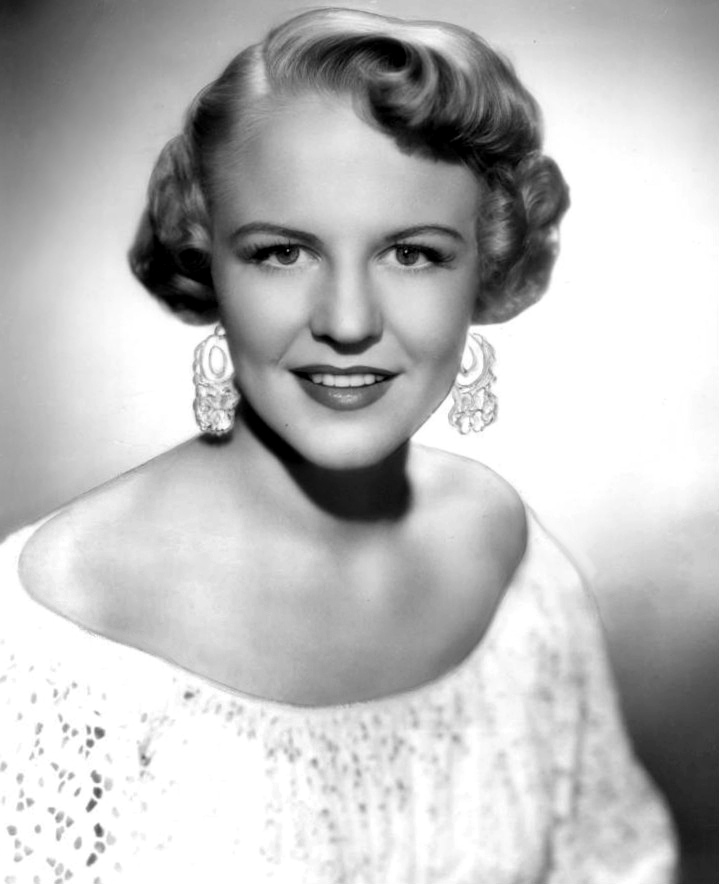
Peggy Lee (1950)

Peggy Lee (* 26. Mai 1920 in Jamestown, North Dakota, als Norma Delores Egstrom; † 21. Januar 2002 in Bel Air, Los Angeles, Kalifornien) war eine US-amerikanische Sängerin und Songwriterin in den Bereichen Populäre Musik und Jazz sowie Schauspielerin. Sie wurde in den 1940er-Jahren als Sängerin von Benny Goodmans Band bekannt und etablierte sich in der Folge als Solosängerin mit einer langen und erfolgreichen Karriere.

## Leben und Werk

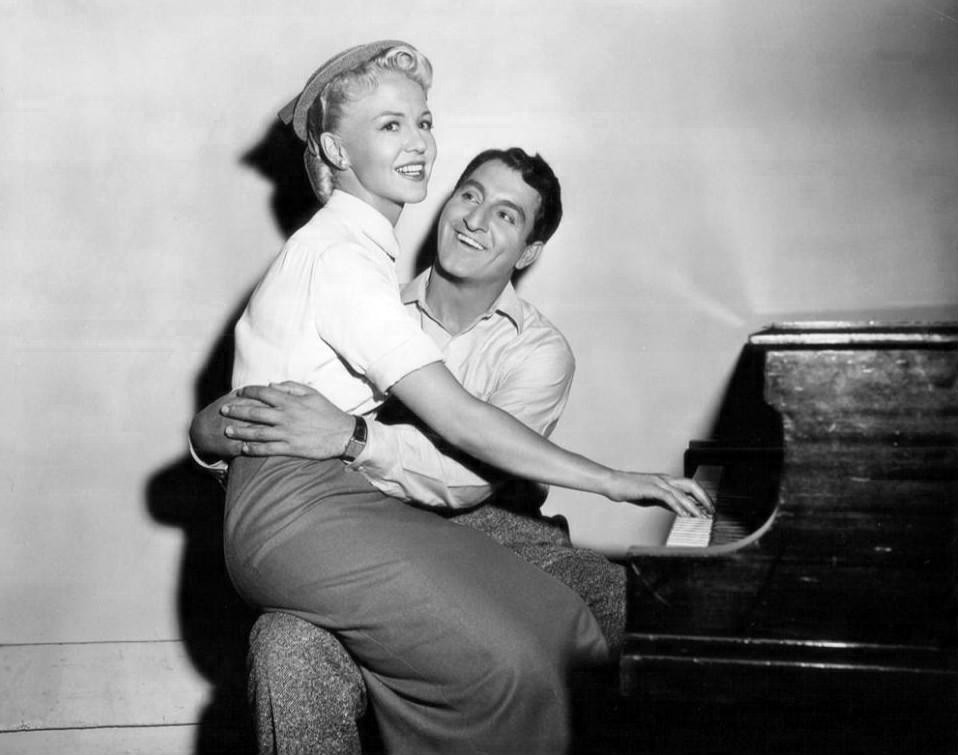
Peggy Lee und Danny Thomas im Film The Jazz Singer (1952)

Peggy Lee hörte als Jugendliche das Count Basie Orchestra im Radio und lernte daraufhin autodidaktisch Gesang. In Fargo (North Dakota), wo sie mit ihrer Familie lebte, sang sie mit vierzehn Jahren bei der Radiostation WDAY; 1937 ging sie erstmals nach Los Angeles, kehrte aber schon nach einem Auftritt nach Fargo zurück. 1939 trat sie im Will-Osborne-Orchester auf und mit regionalen Bands in Minneapolis und St. Louis. 1941 sang sie im Hotel Ambassador West in der Vokalgruppe The Four of Us. Benny Goodman hörte Lee bei deren Gastspiel im Buttery Room in Chicago und nahm sie in seine Band auf, mit der sie schon im August 1941 erste Aufnahmen machte (Elmer’s Tune).
1942 hatte Lee ihren ersten Nummer-eins-Hit mit Somebody Else Is Taking My Place. 1943 trat sie mit Goodmans Band in den Filmen Stage Door Canteen und The Powers Girl auf. Why Don’t You Do Right? machte sie mit mehr als einer Million verkaufter Schallplatten schlagartig berühmt. Nach ihrer Hochzeit mit Dave Barbour (der auch ihr Partner als Songwriter von 1943 bis 1951 war) verließ sie Goodmans Band. 1944 entstand ihre erste Solo-Schallplatte für Capitol. Ihre Tochter Nicki kam zur Welt und Lee pausierte, bis sie 1946 gemeinsam mit Barbour (und mit Hilfe von Johnny Mercer) den Hit I Don’t Know Enough About You herausbrachte, gefolgt 1947 von It’s a Good Day.
1952 wechselte Peggy Lee zum Label Decca, bei dem sie mit Marty Paich den Song Lover aufnahm und 1953 mit ihrem Album Black Coffee reüssierte; außerdem trat sie in dem Film The Jazz Singer auf. 1954 schrieb sie das Titelthema für den Nicholas-Ray-Western Johnny Guitar – Wenn Frauen hassen; auch für den Disney-Film Susi und Strolch (1955) schrieb sie einige Lieder und verklagte in den 1990ern den Disney-Konzern erfolgreich auf Zahlung von zusätzlichen Lizenzgebühren für die Verwendung dieser Songs auf 1955 noch unbekannten Medien. Als Songwriterin arbeitete Lee u. a. mit Dave Barbour, Sonny Burke, Cy Coleman, Dave Grusin, Johnny Mandel, Marian McPartland, John Pisano und Milt Raskin zusammen.

Label der Single Fever von Peggy Lee, deutsche Pressung, 1958

Neben ihren musikalischen Erfolgen, darunter die Welthits Golden Earrings (1947), Mañana (Is Soon Enough for Me) (1948) oder Fever (1958), spielte sie in einigen Filmen mit: Für ihre Rolle in Es geschah in einer Nacht wurde sie 1956 für einen Oscar als beste Nebendarstellerin nominiert. 1957 kehrte sie zu Capitol zurück und spielte mit Nelson Riddle das Album The Man I Love ein. Zwei Jahre später entstand das Album Beauty and the Beat! zusammen mit George Shearing.
1961 nahm sie mit dem Quincy-Jones-Orchester ein Bluesalbum auf, Blues Cross Country. 1969 gelang ihr der Übergang von Bigband-Musik, die inzwischen in den USA als „Parent’s Music“ verschrien war, zu Jazz-beeinflusstem Pop mit Songs von George Harrison (Something) und Randy Newman (Love Story) auf dem Album Is That All There Is?.

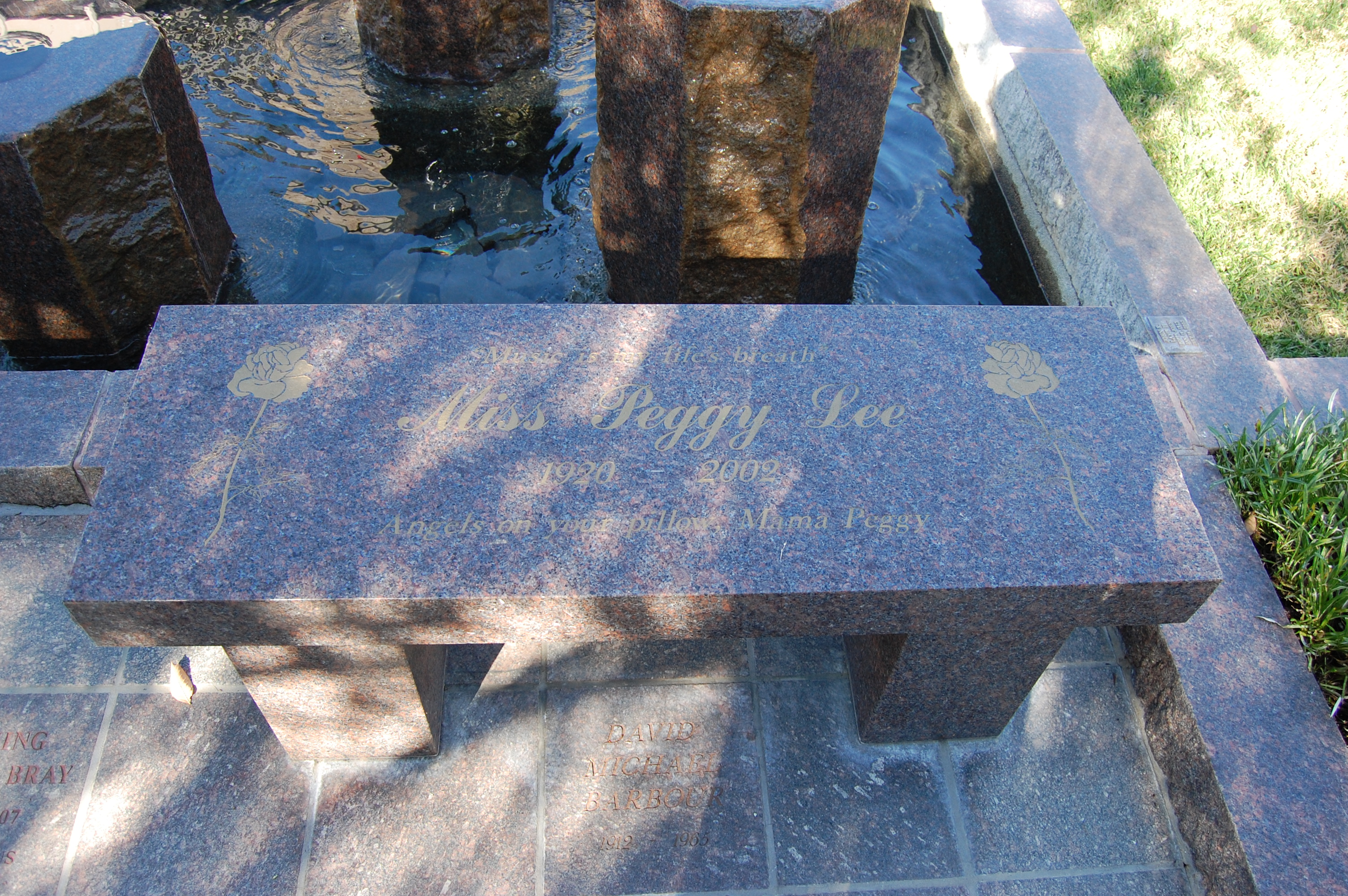
Lees Grab auf dem Westwood Village Memorial Park Cemetery

1972 kam ihr letztes Capitol-Album Norma Delores Egstrom from Jamestown, North Dakota heraus. 1974 spielte sie für Atlantic das Album Let’s Love ein, für das Paul McCartney den Titelsong schrieb. 1993 erschien ihr 1988 aufgenommenes letztes Album mit Songs von Harold Arlen.
2012 wurde in Wimbledon, North Dakota, das Midland Continental Depot Transport Museum eröffnet. In den renovierten Räumlichkeiten des ehemaligen Zugdepots hatte Lee einst von 1934 bis 1937 gearbeitet und gewohnt. In der oberen Etage des Museums werden Kleidungsstücke, Platten und andere Erinnerungsstücke der Sängerin gezeigt.

## Privat
Peggy Lee war viermal verheiratet: von 1943 bis 1951 mit dem Gitarristen der Benny-Goodman-Band Dave Barbour, von Januar 1953 bis September 1953 mit dem Schauspieler Brad Dexter, von 1956 bis 1958 mit dem Schauspieler Dewey Martin und von 1964 bis 1965 mit dem Schauspieler Jack Del Rio. Alle vier Ehen wurden geschieden. Sie hatte eine Tochter, Nicki Lee Foster, aus der Ehe mit Dave Barbour.

## Auszeichnungen
Lee wurde insgesamt zwölfmal für den Grammy Award nominiert. 1969 erhielt sie die Auszeichnung in der Kategorie beste weibliche Pop Gesangsdarbietung für ihren Hit Is That All There Is?. 1995 wurde sie für ihr Lebenswerk mit dem Grammy Lifetime Achievement Award geehrt. Außerdem erhielt Lee den Rough Rider Award des Bundesstaats North Dakota, den Pied Piper Award der ASCAP, den Presidents Award der Songwriters Guild of America, den Ella Award for Lifetime Achievement der Society of Singers und den Living Legacy Award vom Women’s International Center. 1999 wurde Peggy Lee in die Songwriters Hall of Fame aufgenommen.

## Diskografie

### Alben
| Jahr | Titel Musiklabel                      | Höchstplatzierung, Gesamtwochen, AuszeichnungChartplatzierungen (Jahr, Titel, Musiklabel, Platzierungen, Wochen, Auszeichnungen, Anmerkungen) | Höchstplatzierung, Gesamtwochen, AuszeichnungChartplatzierungen (Jahr, Titel, Musiklabel, Platzierungen, Wochen, Auszeichnungen, Anmerkungen) | Anmerkungen            |
| Jahr | Titel Musiklabel                      | UK | US | Anmerkungen            |
| ---- | ------------------------------------- | --- | --- | ---------------------- |
| 1953 | Black Coffee                          | UK20 (1 Wo.)UK | — | Charteinstieg UK: 1961 |
| 1959 | Beauty and the Beat! Capitol Records  | UK16 (6 Wo.)UK | — | mit George Shearing    |
| 1960 | Latin a La Lee                        | UK8 (15 Wo.)UK | — |                        |
| 1961 | Best of Peggy Lee Volume 2            | UK18 (1 Wo.)UK | — |                        |
| 1963 | Mink Jazz                             | — | US64 (4 Wo.)US |                        |
| 1963 | I’m a Woman                           | — | US76 (3 Wo.)US |                        |
| 1964 | In The Name of Love                   | — | US97 (6 Wo.)US |                        |
| 1965 | Pass Me By                            | — | US145 (4 Wo.)US |                        |
| 1966 | Big Spender                           | — | US130 (3 Wo.)US |                        |
| 1969 | Is That All There Is? Capitol Records | — | US55 (18 Wo.)US |                        |
| 1970 | Bridge Over Troubled Water            | — | US142 (9 Wo.)US |                        |
| 1970 | Make It With You                      | — | US194 (2 Wo.)US |                        |
| 2010 | Come Rain or Come Shine               | — | US51 (4 Wo.)US |                        |

grau schraffiert: keine Chartdaten aus diesem Jahr verfügbar
Weitere Alben
- Dream Street (Decca, 1957)
- Christmas Carrousel (Capitol, 1960)
- Then Was Them, Now Is Now (Capitol, 1965)
- Where Did They Go (Capitol, 1973)
- Mirrors (1975)
- Close Enough for Love (1979)
- Peggy Lee Sings the Blues (1988)
- Lee Songbook There’ll Be Another Spring (1990)
- Love Held Lightly Rare Songs By Harold Arlen (1993)
- 2 Moments Like This (1993)
- The Complete Recordings 1941–1947 (Sony, 1999)
- Rendezvous With Peggy Lee (2000)
- Complete Capitol Small Group Transcriptions (2001)
- The Singles Collection (2002)
- Ultimate Peggy Lee (2020)
- Something Wonderful: Peggy Lee Sings the Great American Songbook (Omnivore, 2021)

### Singles
| Jahr | Titel Album                 | Höchstplatzierung, Gesamtwochen, AuszeichnungChartplatzierungen (Jahr, Titel, Album, Platzierungen, Wochen, Auszeichnungen, Anmerkungen) | Höchstplatzierung, Gesamtwochen, AuszeichnungChartplatzierungen (Jahr, Titel, Album, Platzierungen, Wochen, Auszeichnungen, Anmerkungen) | Anmerkungen                          |
| Jahr | Titel Album                 | UK | US | Anmerkungen                          |
| ---- | --------------------------- | --- | --- | ------------------------------------ |
| 1956 | Mr. Wonderful –             | UK5 (13 Wo.)UK | US23 (20 Wo.)US | Erstveröffentlichung: Januar 1956    |
| 1956 | Joey, Joey, Joey –          | — | US76 (7 Wo.)US |                                      |
| 1958 | Fever –                     | UK5 Silber · (12 Wo.)UK | US8 (15 Wo.)US | Erstveröffentlichung: Juni 1958      |
| 1958 | Light of Love –             | — | US63 (6 Wo.)US | Erstveröffentlichung: Oktober 1958   |
| 1958 | Sweetheart –                | — | US98 (2 Wo.)US |                                      |
| 1958 | Alright, Okay, You Win –    | — | US68 (5 Wo.)US | Erstveröffentlichung: Dezember 1958  |
| 1959 | My Man –                    | — | US81 (6 Wo.)US |                                      |
| 1959 | Hallelujah, I Love Him So – | — | US77 (2 Wo.)US | Erstveröffentlichung: 22. April 1959 |
| 1961 | Till There Was You –        | UK30 (4 Wo.)UK | — |                                      |
| 1962 | I’m a Woman                 | — | US54 (9 Wo.)US | Erstveröffentlichung: November 1962  |
| 1965 | Pass Me By                  | — | US93 (3 Wo.)US |                                      |
| 1969 | Is That All There Is?       | — | US11 (10 Wo.)US | Erstveröffentlichung: August 1969    |

## Sammlung
- The Complete Peggy Lee and June Christy Capitol Transcription Sessions (Mosaic - 1998) 5 CDs Peggy Lee u. a. mit Dave Barbour, Buddy Cole, George Van Eps, Nick Fatool, Frank De Vol Orchestra.